# 达雷
达雷（義大利語：Darè），是意大利特伦托自治省的一个市镇。总面积1平方公里，人口246人，人口密度246.0人/平方公里（2009年）。ISTAT代码为022073。